# Вулиця Біберовича
Вулиця Біберо́вича — вулиця у Залізничному районі міста Львова, в місцевості Кам'янка. Пролягає від вулиці Шевченка до вулиці Брюховицької. Прилучаються вулиці Ожинова та Георгія Нарбута, з якою сполучається через невеликий провулок.

## Історія
Від 1958 року вулиця мала назву Обробна. Сучасна назвавулиця Біберовича походить з 1993 року, на пошану львівського актора, керівника театру «Руська Бесіда» Івана Біберовича.

## Забудова
Забудова вулиці — змішана. На своєму початку та з парного боку вулиця забудована приватними садибами 1930-х—2000-х років. З непарного боку, ближче до кінця вулиці, є двоповерхівки барачного типу 1950-х років, чотириповерхівка 1980-х років (будинки № 13, 13а, 15) та дві дев'ятиповерхівки 1980-х років (будинки № 9 та № 11). З парного боку навпроти будинків № 13 та № 15 розташований фанерний завод.